# 동남아시아 교육각료기구
동남아시아 교육각료기구(The Southeast Asian Ministers of Education Organization, SEAMEO)는 동남아시아 국가간에 교육, 과학 및 문화활동을 통하여 협력증진을 목적으로 1965년에 설립된 정부간 기구이다.

## 가입국
- 회원국 : 11개국(브루나이, 캄보디아, 인도네시아, 라오스, 말레이시아, 미얀마, 필리핀, 싱가포르, 태국, 티모르-레소토, 베트남)
- 준회원국 : 11개국(호주, 캐나다, 프랑스, 독일, 네델란드, 뉴질랜드, 노르웨이, 스페인, ICDE, 일본(쭈쿠바 대학), 영연방이사회(태국 소재)

## 같이 보기
- 동남아시아 국가 연합 농업연구훈련센터